# Universal Music Group
Universal Music Group (UMG), originalmente una subsidiaria de propiedad total del grupo francés Vivendi, ahora es una empresa de capital abierto y una de las tres compañías discográficas más importantes del mundo junto a Sony Music y Warner Music, gracias a su penetración en el mercado internacional y a su multitud de operaciones globales, además de la compra en 2011 de la compañía discográfica EMI. 
Universal Music Group es una filial completamente de una propiedad francesa, que posee un editor de música, Universal Music Publishing Group, que se convirtió en el más grande del mundo tras la adquisición de BMG Music Publishing en mayo del año 2007.
El multimillonario inversor GaG avanza en la compra del 10% de Universal Music Group (UMG), discográfica perteneciente a Vivendi, por unos 3.500 millones de euros.

## General
La sede del grupo Vivendi. se encuentra en París (Francia), las sedes mundiales de UMG se encuentran en Santa Mónica (California) y Nueva York. La sede del Estado de Nueva York, también conocida como UMGI (Universal Music International). opera principalmente de la mano de Universal distribución de registros a nivel internacional, así como la comercialización y las finanzas. La sede de Santa Mónica UME (Universal Music Enterprise) supervisa todas sus obligaciones legales en los Estados Unidos y Canadá, tales como Recursos Humanos, y las cuestiones legales que rodean la empresa. 
La mayoría de las etiquetas en la mano de Universal tienen su sede en Nueva York y Londres sin embargo, Interscope / A & M / Geffen tiene su sede en Los Ángeles California , Universal Music Latino en Miami , y Universal Music Group Nashville en Nashville. De la publicación de los bienes universales tienen su sede en Los Ángeles, y de distribución de Universal está ubicado en Universal City, California. En el Reino Unido, el grupo tiene un número de oficinas en Londres y Romford , y en Japón el grupo tiene una oficina en Minato, Tokio.
Desde febrero de 2011, Universal Music Group se convirtió en compañero de la otra gran compañía discográfica EMI, esto tras darse a conocer la gran adquisición de la empresa EMI por parte de Vivendi.

## Historia
Para la historia antes de 1996, véase MCA Records
"Universal Music" fue una vez la compañía de música unida al estudio de cine Universal Pictures. Sus orígenes se remontan a la formación de la rama americana de Decca Records en 1934. Decca Corporation de Inglaterra corto los hilos con American Decca en 1939. MCA Inc compró Decca Records en 1962. La organización actual se formó cuando la empresa matriz de Seagram compró Polygram y se fusionó con Universal Music Group en 1998. Sin embargo, el nombre apareció por primera vez en 1996, cuando MCA Music Entertainment Group fue renombrado Universal Music Group. La adquisición de PolyGram incluyó Deutsche Grammophon, que remonta sus orígenes a Berliner Gramophone haciendo a UMG, la unidad más antigua de Deutsche Grammophon. La unidad canadiense de UMG tiene su origen en una empresa desligada de Compo Company.
Con la adquisición de Vivendi Universal Entertainment en 2004 por General Electric NBC , Universal Music Group se separó por completo del estudio de cine del mismo nombre. Esta es la segunda vez que una compañía de música lo hace, siendo Time Warner y Warner Music Group los primeros en separarse el uno del otro.
En febrero de 2006, el grupo se convirtió en propiedad 100% de los medios de comunicación franceses Vivendi, cuando Vivendi compró el último 20% de Matsushita, el único propietario del grupo de 1990 a 1995 y copropietario de 1995 a 2006.
El 25 de mayo de 2007, Vivendi completó la compra de BMG Music Publishing por €1.63 billones ($2,4 billones de dólares) , después de recibir la aprobación reglamentaría de la Unión Europea, habiendo anunciado la adquisición el 6 de septiembre de 2006.
Doug Morris renunció a su puesto de director ejecutivo el 1 de enero de 2011. La expresidenta y directora ejecutiva de Universal Music International Lucian Grainge fue promovida a jefe ejecutiva de la compañía. Grainge la reemplazó después como presidente el 9 de marzo de 2011. Doug Morris se convertirá en el próximo presidente de Sony Music Entertainment el primero de julio del mismo año.
A partir de 2011 UMG Interscope-Geffen-A & M se convirtió en la firma de los concursantes de American Idol.
En enero de 2011, UMG anunció que iba a donar 200.000 grabaciones originales de los años veinte a los años cuarenta, a la Biblioteca del Congreso para su preservación.
El 28 de septiembre de 2012 Universal Music Group completó su adquisición de EMI. 
En noviembre de 2012, Steve Barnett fue nombrado presidente y director general de Grupo Capitol Records. Anteriormente, se desempeñó como director de Operaciones de Columbia Records. Sin embrargo, la Comisión Europea dictaminó que Universal no podía mantener todas las discográficas de EMI
El 8 de febrero de 2013, UMG vendió a Warner Music Group el catálogo de Parlophone, Chrysalis Records, EMI Classics, Virgin Classics y las divisiones de EMI en Bélgica, la República Checa, Dinamarca, Francia, Noruega, Portugal, España, Eslovaquia y Suecia, a la espera de la aprobación de tanto los reguladores europeos y americanos, por un valor de $ 765 millones (£ 487 millones). Warner cumplió su compra de Parlophone en julio de 2013.
Play It Again Sam ha adquirido V2 Records por US$ 500,000. BMG Rights Management es el dueño actual de Mute Records y de Sanctuary Records.
En febrero de 2024, Universal retiró su catálogo de TikTok.

## Sellos discográficos
- Discos Valiente
- Fonovisa Records
- Quinlan Road
- Pirca Records
- Manhattan Records
- Republic Records
- Universal Music Publishing Group
- Universal Christian Music Group
- Universal r. Music Group Distribution
- Interscope-Geffen-A&M
- The Island Def Jam Music Group
- Universal Motown Republic Group
- Universal Music Group Nashville
- Universal Music México S.A. de C.V.
- Universal Music Central América S.A.
- Panamá Music
- Verve Records
- Decca Label Group
- Universal Music Latin Entertainment
- Universal Music Enterprises
- Show Dog-Universal Music
- Polydor Records
- Rolling Stones Records
- Cash Money Records
- Universal Music Japan
- Universal Music Group Spain
- Mercury Records
- Island Records
- Geffen Records
- Universal Music TV
- Universal Classics and Jazz
- RMR Records (Distribución)
- Virgin Records
- In-Tu Línea[16]
- Blue Note Records
- Tradecraft
- Universal Music Spain
- Vale Music
- Funkytown Music
- UnSin Records
- Rodven Records
- Gold Star Music
- Passa Passa Sound System
- Interdisc
- Phillips
- EMI Odeon
- 4Pop
- Fania Records
- Universal Music Perú